# Pinokkió (televíziós sorozat, 1972)
A Pinokkió (eredeti címén Le avventure di Pinocchio) olasz-francia-NSZK televíziós filmsorozat, amely Carlo Collodi regénye alapján készült hat részes minisorozat. A forgatókönyvet Suso Cecchi D’Amico és Luigi Comencini írta, Luigi Comencini rendezte, a zenéjét Fiorenzo Carpi szerezte, a főszerepben Nino Manfredi és Andrea Balestri látható.

## Történet
Geppetto mester megfaragja Pinokkió fafigurát, amelyet egy jótündér életre kelt. A fiúnak számtalan kalandja van: a rablókkal, a macskával és rókával, fantasztikus világokban jár. A végén újra találkozik alkotójával.

## Szereplők
| Szereplő           | Színész           |
| ------------------ | ----------------- |
| Geppetto           | Nino Manfredi     |
| Pinokkió           | Andrea Balestri   |
| Fatina Azzurra     | Gina Lollobrigida |
| a macska           | Franco Franchi    |
| a róka             | Ciccio Ingrassia  |
| Giudice            | Vittorio De Sica  |
| cirkusz tulajdonos | Mario Adorf       |